# Max Spitta

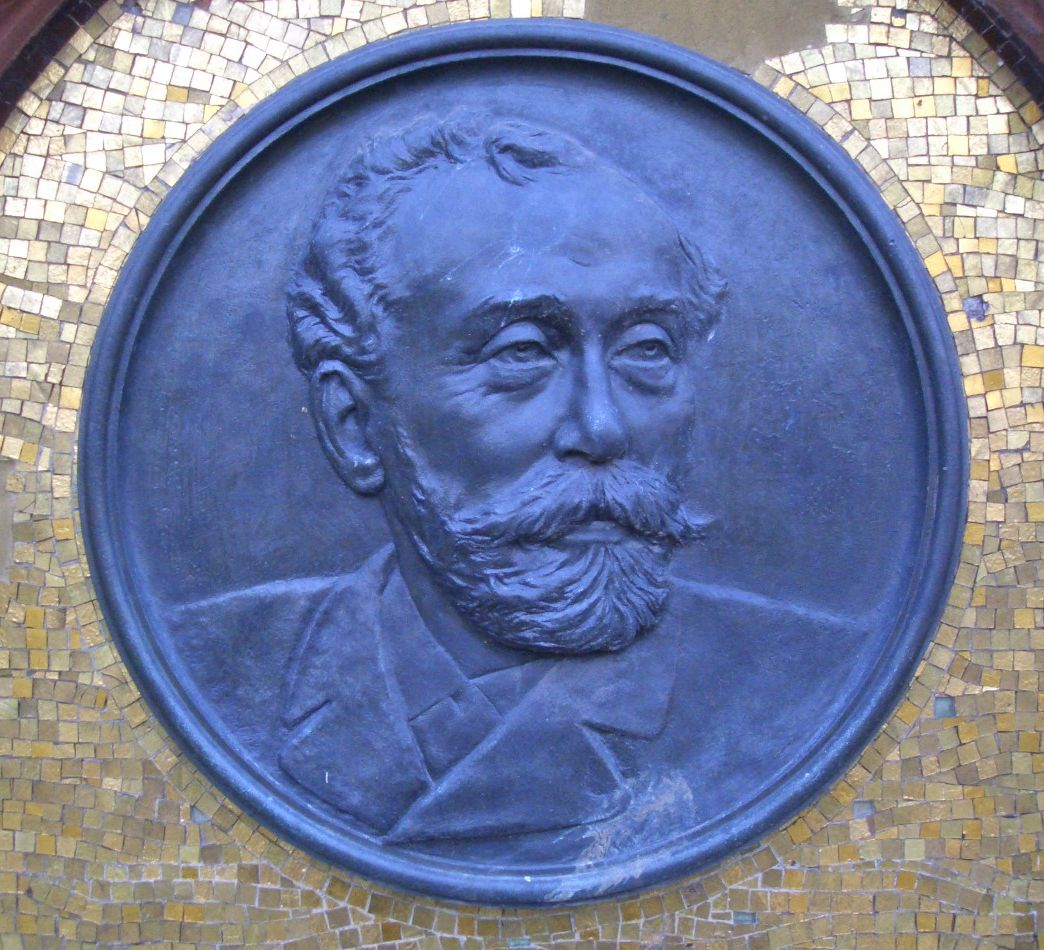
Grabstein mit Porträt-Medaillon
Bildhauer: Albert Manthe; Mosaik vermutlich von Puhl & Wagner

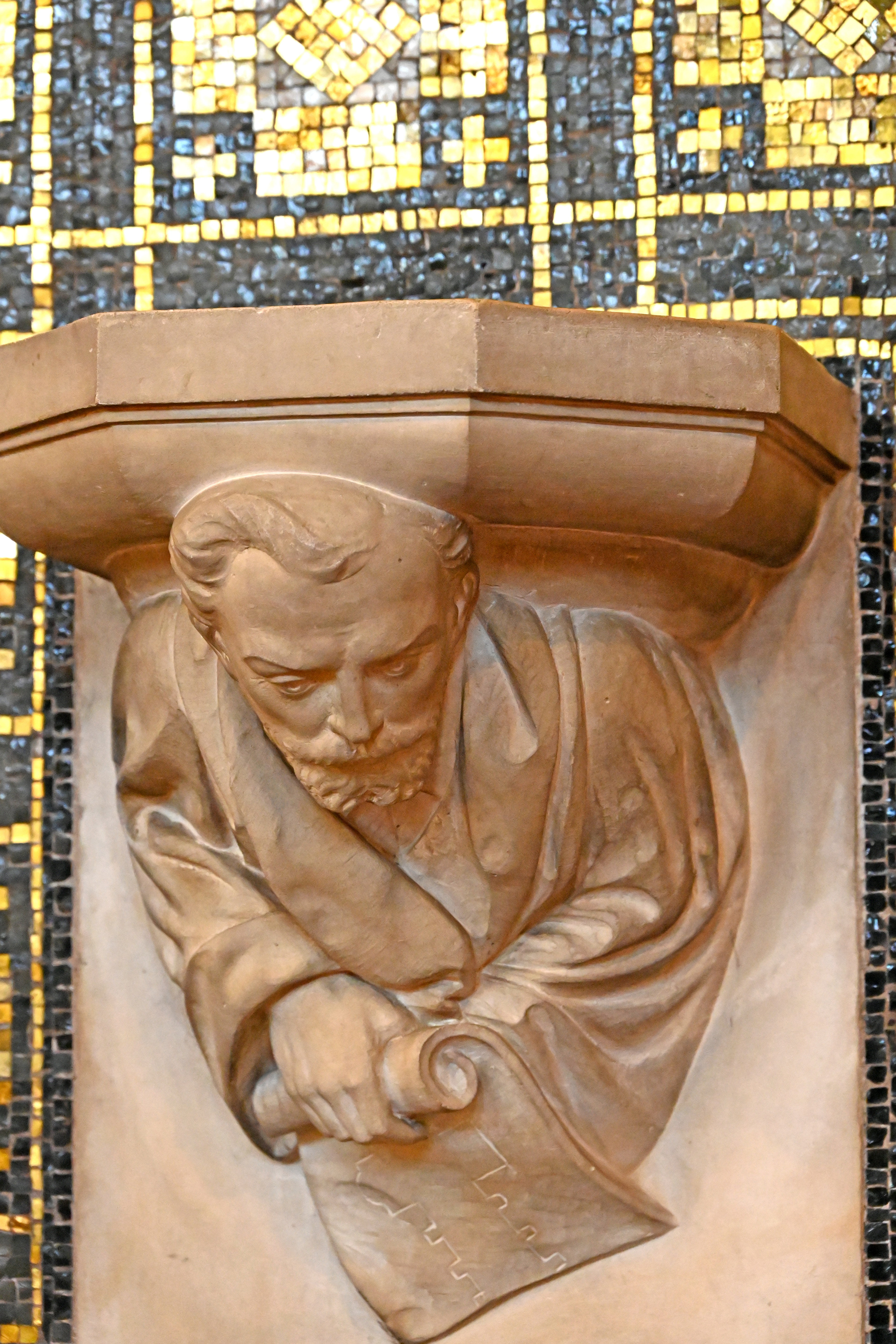
Erlöserkapelle (Mirbach), Weihwasserbecken, Relief des Architekten Max Spitta mit Kapellen-Grundriss

August Adolf Max Spitta (* 13. Juli 1842 in Lissa, Provinz Posen; † 12. Dezember 1902 in Berlin) war ein deutscher Architekt und preußischer Baubeamter.

## Leben
Spitta war der Sohn eines Oberstabsarztes. Er besuchte das Saldernsche Gymnasium in Brandenburg an der Havel und war nach der dort abgelegten Reifeprüfung für ein Jahr Schüler des Hofbaurats Adolf Lohse in Berlin. Nach einem Studium an der Berliner Bauakademie legte Spitta 1868 die Bauführer- und nach dem Referendariat 1872 die Baumeisterprüfung ab. Danach stand er bis an sein Lebensende im öffentlichen Dienst. Er arbeitete in der Berliner Magistratsbauverwaltung, in der Ministerial-Baukommission sowie ab 1896 als Vortragender Rat im preußischen Kultusministerium, ferner war er seit 1899 außerordentliches Mitglied der preußischen Akademie des Bauwesens. Kaiser Wilhelm II. schätzte Spitta und betraute ihn mit verschiedenen Entwürfen bzw. Bauprojekten, so wurde ihm auch die Bauleitung der Siegesallee im Großen Tiergarten übertragen.
Spitta prägte mit seinen historistischen Entwürfen die Berliner Sakral-Architektur.
Max Spitta war ein Neffe des Landschafts- und Marinemalers Theodor Spitta (1823–1908), seine 1881 geborene Tochter Gertrud Spitta war ebenfalls Malerin. Er wurde auf dem Dorotheenstädtischen Friedhof in Berlin-Mitte begraben.
In der Nähe der Erlöserkirche wurde 1938 die Spittastraße vermutlich nach ihm benannt.

## Werk (Auswahl)
- 1890–1892: Erlöserkirche in Berlin-Lichtenberg, Nöldnerstraße (zusammen mit Conrad Wilhelm Hase)
- 1891–1893: Neue Nazarethkirche in Berlin-Wedding
- 1891–1895: Gnadenkirche in Berlin-Mitte
- 1895–1897: Auenkirche in Berlin-Wilmersdorf
- 1898: neue Innenausstattungs-Elemente der Abteikirche Maria Laach
- 1898–1900: St.-Johannes-Evangelist-Kirche (Berlin) in der Auguststraße in Berlin-Mitte
- 1898–1900: Golgatha-Kirche in der Borsigstraße in Berlin-Mitte
- 1900: Deutscher Brunnen in Istanbul (nach einer Zeichnung Kaiser Wilhelms II.)
- 1900–1902: Entwurf für die Erlöserkirche in Bad Homburg vor der Höhe (1903–1908 durch Franz Schwechten ausgeführt)
- 1900–1902: Bauplan für die evangelische Kirche in Driesen (Neumark)
- 1902 fertiggestellt: Biologische Anstalt auf der Insel Helgoland

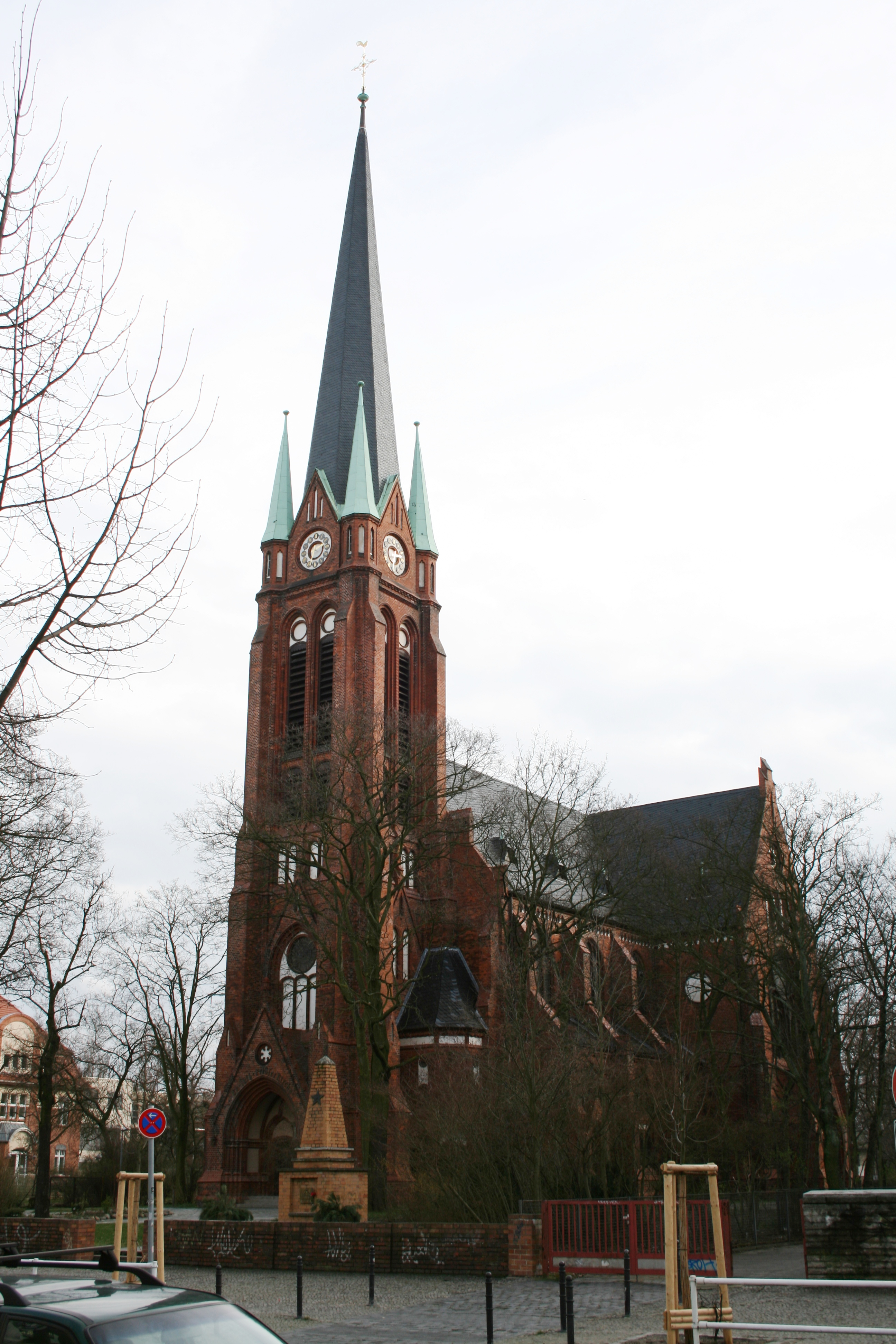
Erlöserkirche (Berlin-Rummelsburg)
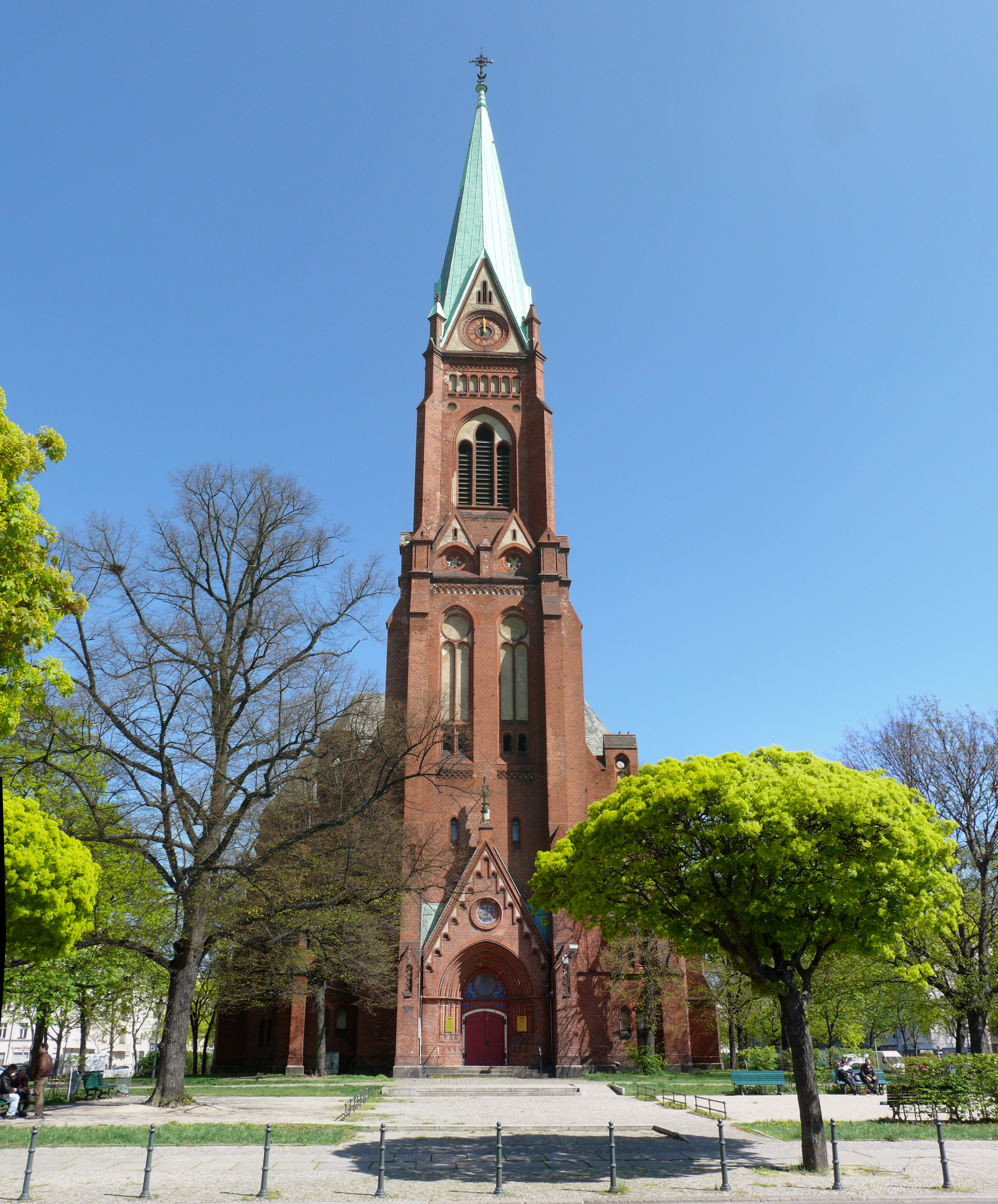
Neue Nazarethkirche in Berlin-Wedding
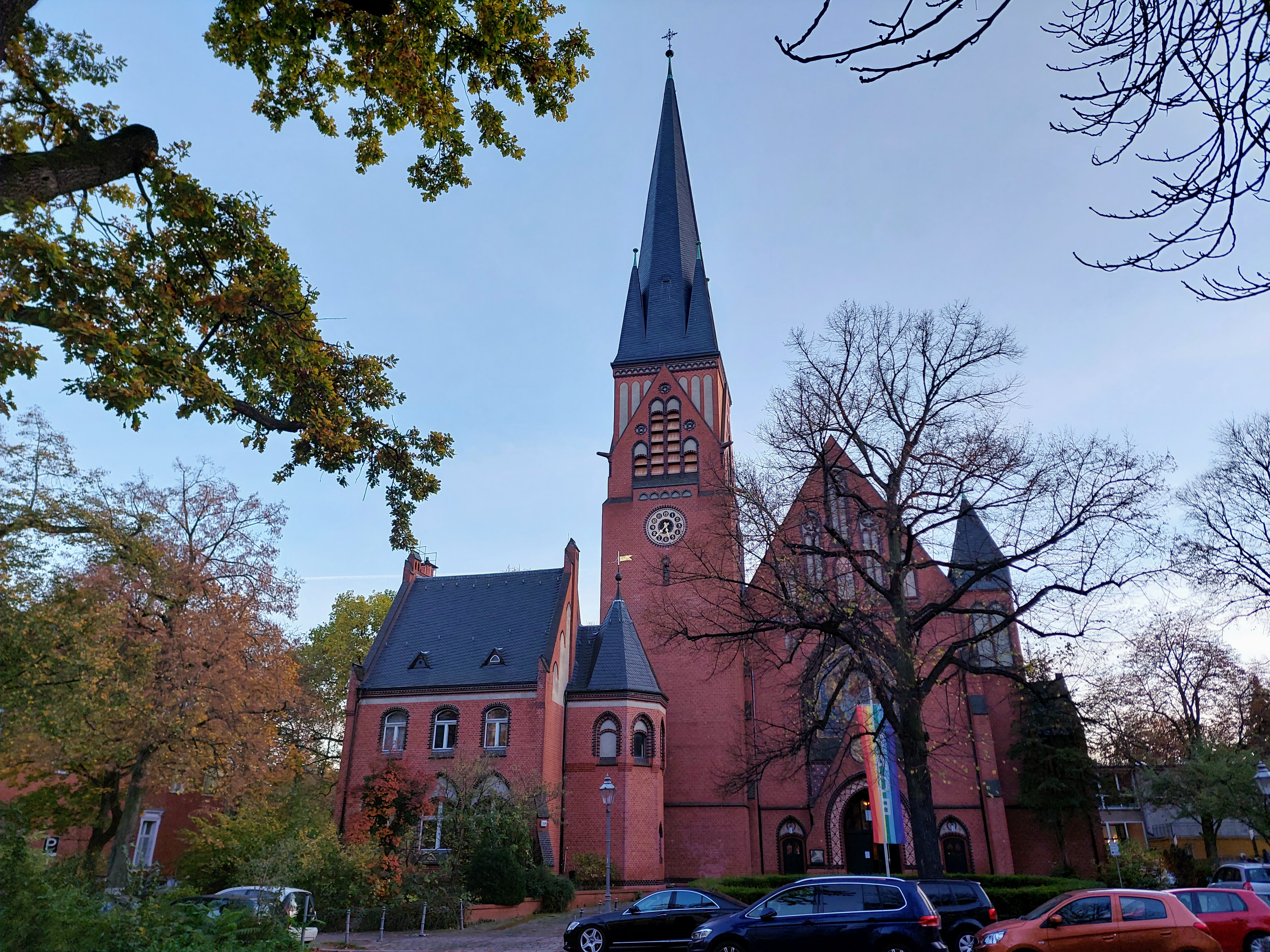
Auenkirche in Berlin-Wilmersdorf
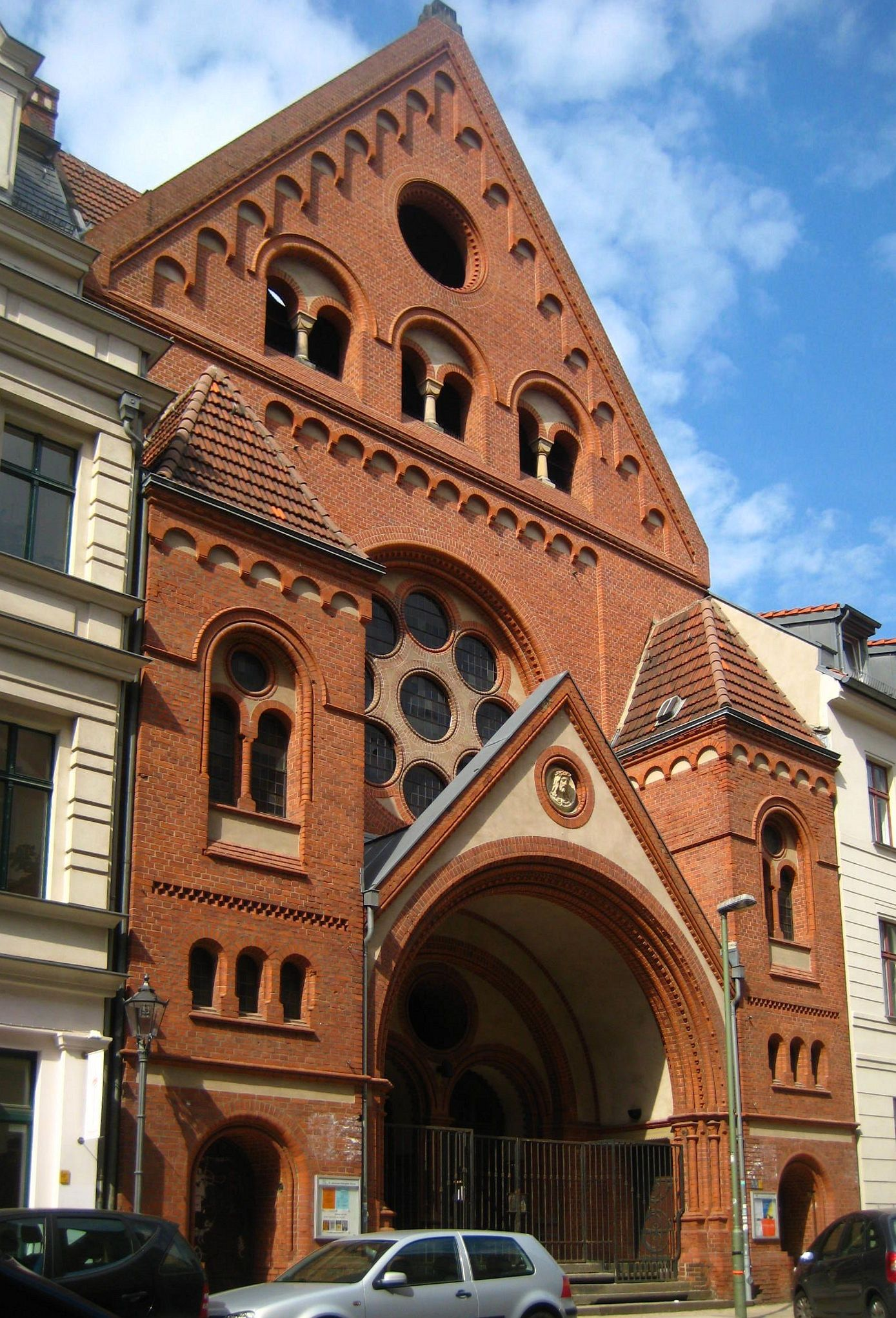
St.-Johannes-Evangelist-Kirche in Berlin-Mitte
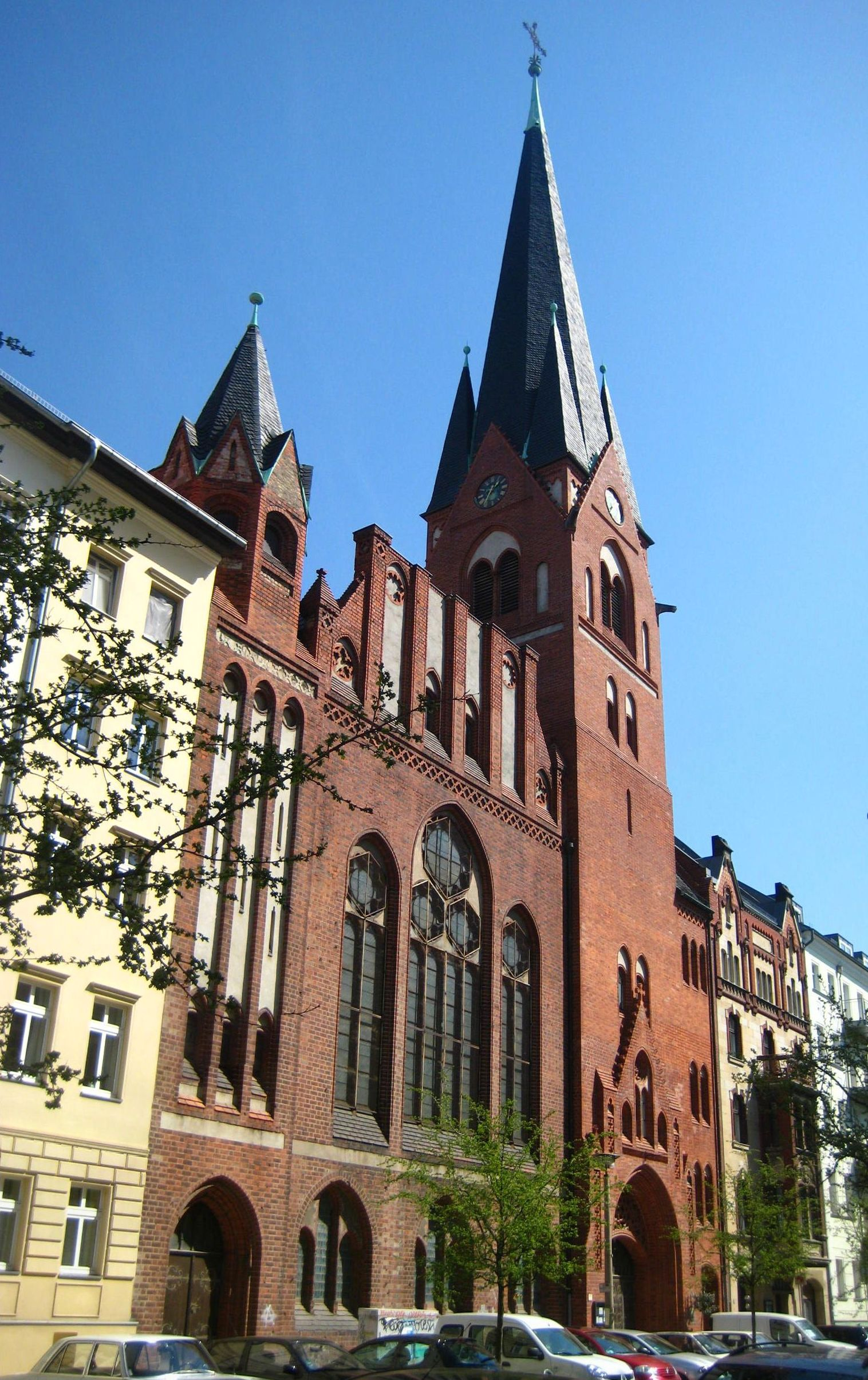
Golgatha-Kirche in Berlin-Mitte
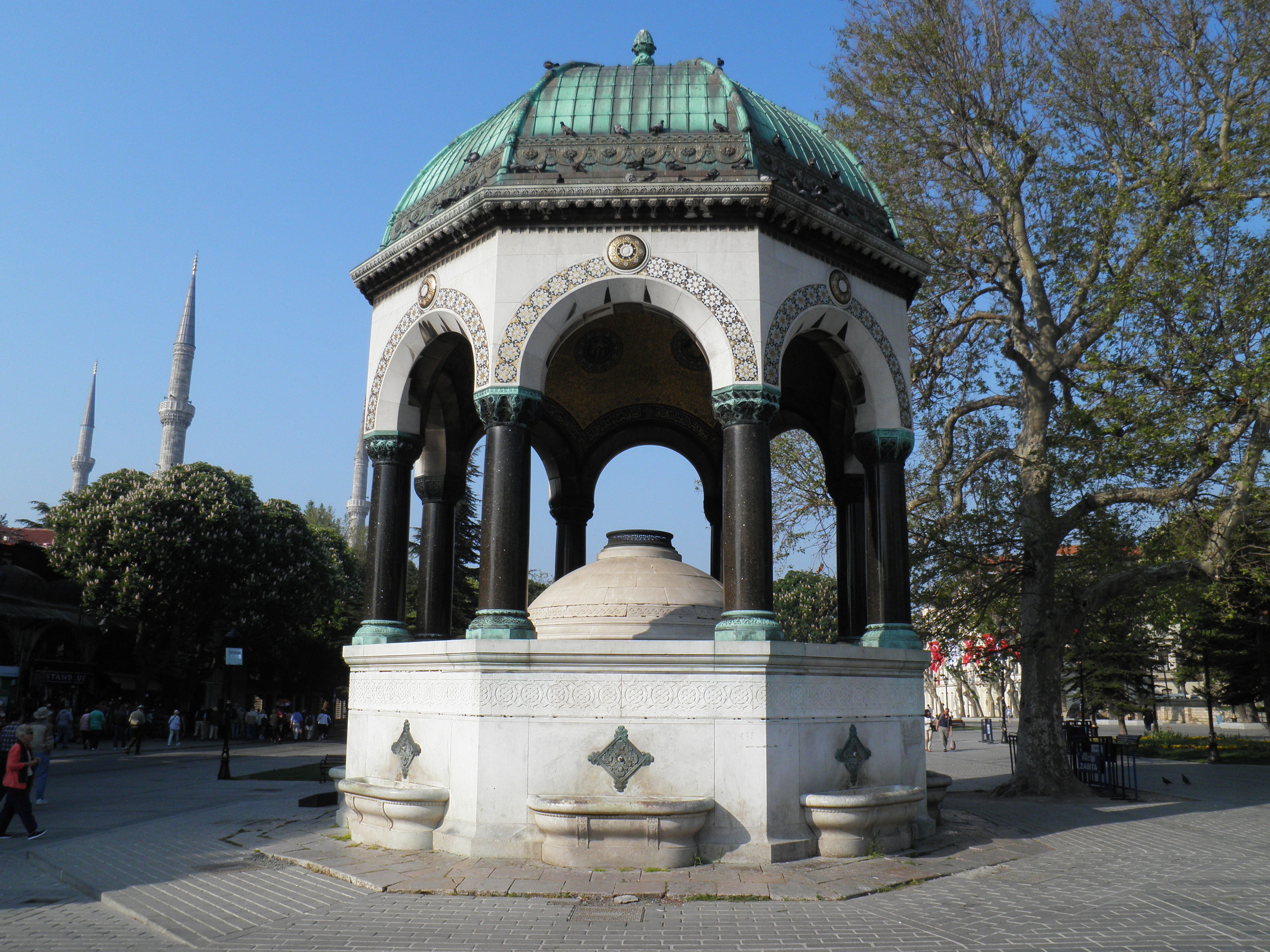
Deutscher Brunnen (Istanbul)